# Maria Alessi Catalano
Maria Alessi Catalano (Catania, 18 giugno 1915 – Catania, 29 gennaio 1997) è stata una politica italiana, deputata della Repubblica Italiana dal 1961 al 1968.

## Biografia
Nel giugno del 1961, in seguito al decesso del socialista Biagio Andò, viene nominata deputata della Repubblica. A luglio 1963 viene rieletta deputata nella circoscrizione di Catania. A gennaio 1964, in seguito alla scissione dal Partito Socialista Italiano del Partito Socialista Italiano di Unità Proletaria, Maria Alessi Catalano entra a far parte di quest'ultimo.